# Robert L. Forward
Robert Lull Forward (n. 15 august 1932, Geneva⁠(d), New York, SUA – d. 21 septembrie 2002, Seattle, Washington, SUA) a fost un fizician american și scriitor de science fiction.
Robert Forward a fost implicat în proiectarea dispozitivelor de undă gravitațională, în baza teoriei relativității generale.

### SeriaDragon's Egg
1. Dragon's Egg (1980)
2. Starquake (1985)

Ambele adunate într-o ediție omnibus Dragon's Egg & Starquake (1994)

### SeriaRocheworld
1. Rocheworld (Baen, 1990) 155.000 cuvinte, original publicată în aceste iterații:
Rocheworld (1981) manuscris original, 150.000 cuvinte
Rocheworld (Analog, 1982) 60.000 cuvinte
The Flight of the Dragonfly (Timescape, 1984) hardcover, ~100.000 cuvinte
The Flight of the Dragonfly (Baen, 1985) paperback, 110,000 cuvinte
2. Return to Rocheworld (1993) cu Julie Forward Fuller
3. Marooned on Eden (1993) cu Martha Dodson Forward
4. Ocean Under the Ice (1994) cu Martha Dodson Forward
5. Rescued from Paradise (1995) cu Julie Forward Fuller

### Romane
- Martian Rainbow (1991)
- Timemaster (1992)
- Camelot 30K (1993)
- Saturn Rukh (1997)

### Colecții de povestiri
- Indistinguishable from Magic (1995)

### Non-fiction
- Mirror Matter: Pioneering Antimatter Physics (1988) cu Joel Davis
- Future Magic (1988)
- Indistinguishable from Magic (1995)

## Legături externe
- The University of Alabama in Huntsville Forward collection, including PDF of Forward's original website
- Bibliography Arhivat în 24 august 1999, la Wayback Machine. at SciFan
- Obituary prepared by Dr. Forward himself
- Extracting electrical energy from the vacuum by cohesion of charged foliated conductors One of Forward's most well known papers discussing the Casimir effect and zero-point energy (hosted at the Calphysics website)
- Robert L. Forward la Internet Speculative Fiction Database